# Michel Gomez
Pour les articles homonymes, voir Gomez.
 (juillet 2025).
Il peut être nécessaire de l'améliorer pour respecter le principe de neutralité de point de vue. Veuillez consulter la page de discussion pour plus de détails.

Michel Gomez, né le 14 septembre 1951 à Rouen, est un joueur et entraîneur français de basket-ball.

## Biographie

### Joueur
Gymnaste dans son enfance, deuxième aux championnats de Seine Maritime et troisième de Normandie, c'est grâce à l'exigence du sport qu'il développe ses qualités de perfectionnisme. Sa taille l'empêche de continuer en gymnastique. Il commence le basket dans un club de la ville de Saint Etienne du Rouvray près de Rouen, entraînait par Serge Rouellé qui très vite remarque ses grandes aptitudes pour ce sport et le dirige rapidement vers de plus grands Clubs.Il rejoint le club de Caen BC où il évolue pendant six saisons. On l'appelait "Le petit Prince du Palais des Sports". Sélectionné en équipe de France junior et militaire, retenu par Joé Jaunay en présélection équipe de France A aux côtés d'Alain Gille. Puis, il évolue en tant qu'entraîneur et joueur au SPO Rouen. Sous sa direction, le club rejoint la Nationale II. Il rejoint ensuite l'élite et évolue avec le club de l'ESM Challans.

### Challans
Après avoir mis fin à sa carrière de joueur lors de la saison 1983-84 où il participe à deux rencontres, il continue à diriger le club de Challans. Sous sa direction, ce petit club vendéen joue les trublions face aux grandes clubs français.
Sa dernière saison au club voit son travail récompensé du titre d'entraîneur de l'année.

### CSP Limoges
En 1986, il rejoint le club du CSP Limoges. Le club figure parmi les meilleurs du basket-ball français. Sa première saison se termine par une finale de la Coupe Korać, finale perdue face à Barcelone. La saison suivante est la première de la Ligue nationale de basket-ball. Jacques Monclar et un Américain, le « Cobra » Don Collins, viennent renforcer un effectif déjà impressionnant avec la présence de Gregor Beugnot, Richard Dacoury et Stéphane Ostrowski. La saison se termine sur un triplé Coupe de Vainqueurs de Coupe, à Grenoble face  à la Joventut de Badalona. Le tournoi des As, et une victoire face à Cholet dans le championnat.
Il remporte un nouveau championnat l'année suivante face à l'autre club dominant en France, Orthez puis réalise le doublé Tournoi des As, Championnat face à Antibes. Mais le fait majeur de la saison est la qualification du club pour le Final Four de la plus prestigieuse compétition de club en Europe, la Coupe des Clubs champions. Après une défaite face an tenant du titre, Split en demi-finale, il remporte la 3e place face à l'Aris Salonique.

### Pau-Orthez
En raison de son affrontement à Didier Rose qui prend de plus en plus de place au sein de la direction du CSP Limoges et du peu d'empressement de son club de prolonger son contrat, il rejoint le club ennemi d'Orthez.
Pour sa première saison, il échoue en demi-finale face au club d'Antibes dirigé par son ancien joueur Jacques Monclar. La saison n'est toutefois pas blanche car une victoire au Tournoi des As vient enrichir le palmarès du club. Le club dispute également au cours de cette saison son dernier match à La Moutête et rejoint la ville voisine de Pau et son palais des sports. 
Pour la saison 1991-92, Pau-Orthez, dont le leader offensif est Mike Jones, remporte la demi-finale des playoffs, disputés au meilleur des 3 manches, lors du match décisif sur le parquet de la Meilleraie face à Cholet. Pau retrouve le CSP Limoges en finale. Après une première victoire en Limousin, Pau confirme à domicile et remporte le titre.
La saison suivante, le club béarnais accueille un jeune géant roumain de 2,31 m, "Gidza" Mureşan. Gomez en fait un joueur dominant qui rejoindra ensuite la NBA. Le club remporte le tournoi des As mais échoue en finale du championnat face au champion d'Europe, le CSP Limoges de Božidar Maljković.
En 1993 André Labarrère fait rester Michel Gomez à Pau pour trois années supplémentaire.
C'est de nouveau face au CSP que Pau termine sa saison 1993-94, en demi-finale. Puis la saison 1994-1995, finaliste de la coupe Busnel à Toulouse face à Limoges perdue après prolongation. En Championnat, Pau renoue avec la finale mais échoue face au club d'Antibes de Jacques Monclar.
La saison suivante les blessures des deux joueurs américains font naître la French Team construite autour d'Antoine Rigaudeau, des frères Didier et Thierry Gadou. Le club termine sa carrière européenne en quart de finale du championnat d'Europe. En championnat, le club retrouve l'ASVEL. Les deux équipes remportent leurs deux rencontres disputées à domicile avant de se retrouver à Pau pour la belle. Finalement l'Élan remporte la finale. Celle-ci voit les deux ennemis du moment, Pierre Seillant et Michel Gomez, se congratuler. Mais l'entraîneur savait depuis septembre 1995 que son contrat ne serait pas renouvelé.

### PAOK Salonique
Michel Gomez désire prouver son talent à l'étranger et rejoint le championnat grec, au PAOK Salonique. Mais l'expérience se termine à la mi-saison. En janvier 1997, le club met un terme à son contrat et confie l'équipe à Scott Skiles qui avait commencé la saison en tant que joueur et qui était alors blessé à une épaule.

### Retour en France
Il retrouve le championnat français en rejoignant son ancien club de Limoges. Mais il ne termine pas la saison.
Solly Azar président d'Antibes l'appelle pour remplacer Hervé Dubuisson. Il qualifie l'équipe en coupe Korać en 1999.
En 2000, il prend la direction du club promu du Havre. Il y évolue pendant deux saisons.
En 2002, il devient manager d'Orléans qui vient d'accéder en Pro B. Il assure un intérim de deux matches après le départ de l'entraîneur Azzedine Labbouize.

### Équipe de France
En novembre 1993, il succède à Francis Jordane à la tête de l'Équipe de France.
Il quitte ses fonctions après le championnat d'Europe 1995 à Athènes où la France termine à la 8e place après une élimination en quart de finale par la Yougoslavie, match que Jim Bilba quitta au bout de 30 secondes en raison d'une blessure,. Il refuse 5 ans de contrat proposé par la FFBB, cette décision étant motivée par le fait que le président de l'Elan Béarnais Pierre Seillant supporte difficilement que Gomez cumule les fonctions de sélectionneur national et d'entraîneur son club. Il finit sa dernière année de contrat à l'élan Bearnais.
En 2006, il retrouve un poste au sein de la Fédération française. Il se voit confier l'équipe de France A' puis les espoirs avec lesquels il obtient la 9e place lors du championnat d'Europe espoir.  
En février 2008, il est nommé au poste de sélectionneur de l'équipe de France masculine,. Cette nomination fait suite à une longue période d'attente après la démission de son prédécesseur, Claude Bergeaud, à la suite d'un championnat d'Europe 2007 moyen qui prive la France de qualification directe ou d'accès aux tournois de qualification pour les jeux Olympiques de 2008. Cette nomination met un terme aux spéculations sur le nom du titulaire du poste. Antoine Rigaudeau, avec un programme complet et ambitieux, n'a finalement pas été retenu  en raison de son absence d'expérience sur un banc de touche.
Épaulé de Jacky Commères, sélectionneur démissionnaire de l'équipe de France féminine, et de Jean-Louis Borg, entraîneur de Vichy, il dispute le tournoi qualificatif pour le championnat d'Europe 2009 avec une équipe dont la composition, rendue compliquée par les défections, suscite quelques polémiques. Son bilan est de trois victoires (deux contre la Belgique, une contre l'Ukraine) et de trois défaites (deux contre la Turquie, une en Ukraine). L'équipe de France échoue ainsi à se qualifier directement pour l'euro et doit en passer par un tournoi de rattrapage. Conséquence de ce mauvais résultat, il est évincé début 2009, et remplacé par Vincent Collet.

### Équipe d'Angola
Nommé sélectionneur de l'Angola pour le championnat d'Afrique 2011, il est démis de ces fonctions à l'issue du premier tour de cette compétition. Bien que qualifié pour les quarts de finale, l'Angola subit lors de ce premier tour sa première défaite depuis 36 rencontres dans la compétition face au Sénégal, équipe dirigée par un autre Français Alain Weisz, sur le score de 85 à 78.

## Club
- 1980-1986 :  ESM Challans[13]
- 1986-1990 :  CSP Limoges
- 1990-1996 :  Pau-Orthez
- 1996-1997 :  PAOK Salonique
- 1997-1998 :  CSP Limoges
- 1998-1999 :  Antibes
- 2000-2002 :  le Havre
- 2003 Orléans
- Saint Saens EBSS
- Dieppe Basket 76

## Palmarès
compétitions internationales 
- troisième du Final Four de l'Euroligue 1990, à Saragosse Espagne
- Vainqueur de la Coupe des Coupes 1988 avec le CSP Limoges-Badalone
- Finale de la Coupe Korać 1987 avec le CSP Limoges Barcelone
- Vainqueur de la Coupe Stanković 2011 avec la sélection angolaise

 Compétitions nationales 
- Coupe de la Fédération en 1983 avec Challans
- Champion de France 1988, 1989 et 1990 avec le CSP Limoges
- Champion de France 1992, 1996 avec Pau-Orthez
- Vainqueur du Tournoi des As 1988, 1990, 1991, 1992, 1993
- Coupe Robert Busnel Finaliste en 1995 contre Limoges
- Finaliste du championnat de France contre Orthez en 1987
- Finaliste du championnat de France contre Antibes en 1995
- Finaliste du championnat de France contre Limoges en 1993

## Distinctions personnelles
- Entraîneur de l'année 1986, 1990 et 1991
- 7 fois entraîneur des All-Stars
- En 2008, nommé entraîneur d'honneur par le syndicat des coaches Français (SCB)

## Le FastBreak Camp
Michel Gomez propose depuis quarante ans des stages de basket-ball à travers toute la France.
Encadré par des entraîneurs professionnels, le FastBreak Camp accueille des jeunes passionnés de basket-ball.

## Associatif
- Président de l'association Passion Sans Frontière qui a pour but le développement des loisirs et notamment du sport dans les pays en voie de développement.
- Parrain de l'Eawy Basket Saint-Saens.